# Grand Prix Júnior de Patinação Artística no Gelo na Bulgária
O Grand Prix Júnior de Patinação Artística no Gelo na Bulgária (muitas vezes intitulado: Sofia Cup) é uma competição internacional de patinação artística no gelo de nível júnior. A competição é organizada pela União Internacional de Patinação (ISU), e disputada no outono, em alguns anos, como parte do Grand Prix Júnior de Patinação Artística no Gelo.

## Edições
| Ano        | Edição               | Cidade sede          | Júnior               | Júnior               | Júnior               | Júnior               | Ref                  |
| Ano        | Edição               | Cidade sede          | M                    | F                    | P                    | D                    | Ref                  |
| ---------- | -------------------- | -------------------- | -------------------- | -------------------- | -------------------- | -------------------- | -------------------- |
| 1997       | 1.ª                  | Sófia                | •                    | •                    | •                    | •                    | [ 1 ]                |
| 1998       | 2.ª                  | Sófia                | •                    | •                    | •                    | •                    | [ 2 ]                |
| 1999– 2000 | Não houve competição | Não houve competição | Não houve competição | Não houve competição | Não houve competição | Não houve competição | Não houve competição |
| 2001       | 3.ª                  | Sófia                | •                    | •                    | •                    | •                    | [ 3 ]                |
| 2002       | Não houve competição | Não houve competição | Não houve competição | Não houve competição | Não houve competição | Não houve competição | Não houve competição |
| 2003       | 4.ª                  | Sófia                | •                    | •                    | •                    | •                    | [ 4 ]                |
| 2004       | Não houve competição | Não houve competição | Não houve competição | Não houve competição | Não houve competição | Não houve competição | Não houve competição |
| 2005       | 5.ª                  | Sófia                | •                    | •                    | •                    | •                    | [ 5 ]                |
| 2006       | Final                | Sófia                | •                    | •                    | •                    | •                    | [ 6 ]                |
| 2007       | 6.ª                  | Sófia                | •                    | •                    | –                    | •                    | [ 7 ]                |

Legenda
- Final do Grand Prix ISU Júnior
- –  Evento não disputado neste ano

## Lista de medalhistas

### Individual masculino
| Evento                | Ouro                              | Prata                            | Bronze                        |
| Sófia 1997 (detalhes) | Ivan Dinev · Bulgária             | Derrick Delmore · Estados Unidos | Yosuke Takeuchi · Japão       |
| Sófia 1998 (detalhes) | Ilia Klimkin · Rússia             | Stefan Lindemann · Alemanha      | Soshi Tanaka · Japão          |
| 1999–2000             | Não houve competição              | Não houve competição             | Não houve competição          |
| Sófia 2001 (detalhes) | Shawn Sawyer · Canadá             | Daisuke Takahashi · Japão        | Shaun Rogers · Estados Unidos |
| 2002                  | Não houve competição              | Não houve competição             | Não houve competição          |
| Sófia 2003 (detalhes) | Andrei Griazev · Rússia           | Tomáš Verner · República Tcheca  | Shawn Sawyer · Canadá         |
| 2004                  | Não houve competição              | Não houve competição             | Não houve competição          |
| Sófia 2005 (detalhes) | Stephen Carriere · Estados Unidos | Traighe Rouse · Estados Unidos   | Sergei Voronov · Rússia       |
| Sófia 2006 (detalhes) | Stephen Carriere · Estados Unidos | Brandon Mroz · Estados Unidos    | Kevin Reynolds · Canadá       |
| Sófia 2007 (detalhes) | Artem Borodulin · Rússia          | Adam Rippon · Estados Unidos     | Jeremy Ten · Canadá           |

### Individual feminino
| Evento                | Ouro                            | Prata                            | Bronze                              |
| Sófia 1997 (detalhes) | Morgan Rowe · Estados Unidos    | Brittney McConn · Estados Unidos | Chisato Shina · Japão               |
| Sófia 1998 (detalhes) | Tamara Dorofejev · Hungria      | Daria Timoshenko · Rússia        | Sabina Wojtala · Polônia            |
| 1999–2000             | Não houve competição            | Não houve competição             | Não houve competição                |
| Sófia 2001 (detalhes) | Yukina Ota · Japão              | Olga Agapkina · Rússia           | Yukari Nakano · Japão               |
| 2002                  | Não houve competição            | Não houve competição             | Não houve competição                |
| Sófia 2003 (detalhes) | Lina Johansson · Suécia         | Kimmie Meissner · Estados Unidos | Cynthia Phaneuf · Canadá            |
| 2004                  | Não houve competição            | Não houve competição             | Não houve competição                |
| Sófia 2005 (detalhes) | Kim Yuna · Coreia do Sul        | Katy Taylor · Estados Unidos     | Juliana Cannarozzo · Estados Unidos |
| Sófia 2006 (detalhes) | Caroline Zhang · Estados Unidos | Ashley Wagner · Estados Unidos   | Megan Oster · Estados Unidos        |
| Sófia 2007 (detalhes) | Chrissy Hughes · Estados Unidos | Satsuki Muramoto · Japão         | Jana Smekhnova · Rússia             |

### Duplas
| Evento                | Ouro                                                 | Prata                                                        | Bronze                                           |
| Sófia 1997 (detalhes) | Alena Maltseva · Oleg Popov · Rússia                 | Jacinthe Larivière · Lenny Faustino · Canadá                 | Irina Melihova · Vladimir Saprikin · Rússia      |
| Sófia 1998 (detalhes) | Victoria Maxiuta · Vladislav Zhovnirski · Rússia     | Alena Maltseva · Oleg Popov · Rússia                         | Aneta Kowalska · Łukasz Różycki · Polônia        |
| 1999–2000             | Não houve competição                                 | Não houve competição                                         | Não houve competição                             |
| Sófia 2001 (detalhes) | Julia Shapiro · Dmitri Khromin · Rússia              | Jacqueline Jimenez · Themistocles Leftheris · Estados Unidos | Cathy Monette · Daniel Castelo · Canadá          |
| 2002                  | Não houve competição                                 | Não houve competição                                         | Não houve competição                             |
| Sófia 2003 (detalhes) | Natalia Shestakova · Pavel Lebedev · Rússia          | Tatiana Volosozhar · Petr Kharchenko · Ucrânia               | Brittany Vise · Nicholas Kole · Estados Unidos   |
| 2004                  | Não houve competição                                 | Não houve competição                                         | Não houve competição                             |
| Sófia 2005 (detalhes) | Mariel Miller · Rockne Brubaker · Estados Unidos     | Kendra Moyle · Andy Seitz · Estados Unidos                   | Elizaveta Levshina · Konstantin Gavrin · Rússia  |
| Sófia 2006 (detalhes) | Keauna McLaughlin · Rockne Brubaker · Estados Unidos | Ksenia Krasilnikova · Konstantin Bezmaternikh · Rússia       | Jessica Rose Paetsch · Jon Nuss · Estados Unidos |
| 2007                  | Não houve disputa de duplas                          | Não houve disputa de duplas                                  | Não houve disputa de duplas                      |

### Dança no gelo
| Evento                | Ouro                                               | Prata                                               | Bronze                                            |
| Sófia 1997 (detalhes) | Federica Faiella · Luciano Milo · Itália           | Jamie Silverstein · Justin Pekarek · Estados Unidos | Julia Golovina · Denis Egorov · Rússia            |
| Sófia 1998 (detalhes) | Flavia Ottaviani · Massimo Scali · Itália          | Natalia Romaniuta · Daniil Barantsev · Rússia       | Emilie Nussear · Brandon Forsyth · Estados Unidos |
| 1999–2000             | Não houve competição                               | Não houve competição                                | Não houve competição                              |
| Sófia 2001 (detalhes) | Oksana Domnina · Maxim Bolotine · Rússia           | Mariana Kozlova · Sergey Baranov · Ucrânia          | Nóra Hoffmann · Attila Elek · Hungria             |
| 2002                  | Não houve competição                               | Não houve competição                                | Não houve competição                              |
| Sófia 2003 (detalhes) | Nóra Hoffmann · Attila Elek · Hungria              | Camilla Spelta · Luca Lanotte · Itália              | Anastasia Platonova · Andrei Maximishin · Rússia  |
| 2004                  | Não houve competição                               | Não houve competição                                | Não houve competição                              |
| Sófia 2005 (detalhes) | Meryl Davis · Charlie White · Estados Unidos       | Anna Cappellini · Luca Lanotte · Itália             | Anastasia Platonova · Andrei Maximishin · Rússia  |
| Sófia 2006 (detalhes) | Madison Hubbell · Keiffer Hubbell · Estados Unidos | Emily Samuelson · Evan Bates · Estados Unidos       | Ekaterina Bobrova · Dmitri Soloviev · Rússia      |
| Sófia 2007 (detalhes) | Isabella Pajardi · Stefano Caruso · Itália         | Shannon Wingle · Ryan Devereaux · Estados Unidos    | Anastasia Vykhodtseva · Alexei Shumski · Ucrânia  |